# اگریولی
اگریولی (به لاتین: Agryouli) یک منطقهٔ مسکونی در نپال است که در Lumbini Zone واقع شده‌است.

## خصوصیات
اگریولی ۸٬۸۲۰ نفر جمعیت دارد.